# La Costa (Baleares)
La Costa (o La Costa de Son Vidal) es una localidad y pedanía española perteneciente al municipio de Santañí, en la parte suroriental de Mallorca, comunidad autónoma de las Islas Baleares. Cerca de esta localidad se encuentran los núcleos de Santañí capital y Alquería Blanca.
En La Costa hay una capilla situada a la posesión del mismo nombre. Antiguamente contaba con un maestro propio y la presencia de un grupo de monjas Franciscanas Hijas de la Misericordia.

## Demografía
Según el Instituto Nacional de Estadística de España, en el año 2019 La Costa contaba con 14 habitantes censados, lo que representa el 0,11% de la población total del municipio.

### Evolución de la población
| Gráfica de evolución demográfica de La Costa entre 2009 y 2019 |
|                                                                |
| Datos según el nomenclátor publicado por el INE.               |

## Comunicaciones

### Carreteras
Las principales vías de comunicación que transcurren cerca esta localidad son:
| Identificador | Denominación                     | Itinerario                      |
| ------------- | -------------------------------- | ------------------------------- |
| Ma-19         | Carretera de Palma a Porto Petro | Palma de Mallorca - Porto Petro |
| Ma-14         | Carretera de Santañí a Manacor   | Santañí - Manacor               |

Algunas distancias entre La Costa y otras ciudades:
| Ciudades          | Distancia (km) |
| ----------------- | -------------- |
| Santañí           | 2              |
| Manacor           | 29             |
| Palma de Mallorca | 50             |